# Daurischer Igel
Der  Daurische Igel  (Mesechinus dauuricus) ist ein Igel (Erinaceidae) aus der Gattung Steppenigel (Mesechinus).
Die Bezeichnung „Daurischer Igel“ leitet sich von seinem Verbreitungsgebiet Transbaikalien ab. Dieses wird auch als Daurien bezeichnet.

## Morphologie und Merkmale
Die ausgewachsenen Igel erreichen eine Kopf-Rumpf-Länge von 19,5 - 25 cm. Die Schwanzlänge kann bis zu 37 mm betragen. Das Körpergewicht schwankt in Abhängigkeit vom Alter. Es liegt etwa bei 600 g, kann aber in Ausnahmefällen bis zu 1 kg betragen. Die Ohren sind klein, 29 - 34 mm groß. Der Kopf ist kegelförmig. Die Stacheln sind kurz, fest und nach hinten gerichtet. Die Fellfärbung ist strohig-weißlich an der Kopfoberseite, der Hinterleib dunkel-graubraun.

## Lebensweise
Wie auch andere Igel  sind Daurische Igel außerhalb der Paarungszeit Einzelgänger. Sie sind dämmerungs- und nachtaktiv. Den Tag verbringen sie schlafend in Höhlen, Felsspalten, oder im Wurzelwerk von dichten Sträuchern oder Bäumen. Nachts verlassen sie den Unterschlupf zur Nahrungssuche.
Lebensräume für den Daurischen Igel sind vorwiegend Wälder und Steppen. Er meidet Gebiete mit dichtem Grasbewuchs. Des Weiteren meidet er feuchte Gebiete. Bei Gefahr rollt er sich vollständig zusammen. Oft siedelt er sich in der Nähe von Menschen an, da hier zum einen die Dichte der natürlichen Feinde wie Raubtieren geringer ist, zum anderen finden sie hier ein größeres Nahrungsangebot.
Die Größe der Streifgebiete, in denen die Igel auf Nahrungssuche gehen, beträgt bei Weibchen etwa 90 - 120 Hektar, bei Männchen 200 - 420 Hektar und hängt auch vom Alter des Tieres ab. Sie sind damit etwa viermal größer als die Streifgebiete unseres heimischen Braunbrustigels.
Wie die meisten Igel gehören sie zu den Winterschläfern. Der Winterschlaf beginnt von August–September und dauert bis Mitte-Ende April. Als Ruheplatz dienen ihm dabei Höhlen oder sehr dichte Gebüsche. Während der Zeit des Winterschlafes verliert er bis zu 30 % seines Körpergewichtes.

### Fortpflanzung
Die Igel bekommen nur einmal im Jahr Junge. Mitte Mai bis Juni, wenige Wochen nach dem Winterschlaf, beginnt die Fortpflanzungsperiode. Die Tragzeit dauert 37 bis 40 Tage. Es kommen durchschnittlich 4 bis 7 Junge zur Welt.
Vor der Geburt graben die Igel Höhlen in die Erde. Diese sind etwa 50 bis 120 cm lang, 11 bis 19 cm hoch und 7 bis 12 cm breit. Die Nestkammer befindet sich in 13 bis 30 cm Tiefe. Teilweise werden auch verlassene Nagetierhöhlen ausgebaut und genutzt. In den Höhlen findet die Geburt und das Stillen der Jungen statt.
Die Stillzeit dauert 36 bis 39 Tage an. Bei der Geburt sind die Jungen nackt und blind, wachsen danach aber sehr schnell. Nach einem Monat verlassen die Jungen erstmals den Bau. Nach 7 bis 8 Wochen werden sie von der Mutter entwöhnt.
Männliche Igel werden bereits mit 10 bis 11 Monaten geschlechtsreif.

### Lebenserwartung
Die Lebenserwartung beträgt in der freien Natur 3 bis 4 Jahre. In Gefangenschaft werden die Tiere bis zu 8 Jahre alt.

### Nahrung
Die Daurischen Igel zählen zu den Allesfressern. Die Hauptnahrung besteht aus Insekten, wie zum Beispiel Laufkäfern oder Schrecken. Aber auch kleine Wirbeltiere, wie Lurche (z. B. Mongolische Kröte),  Schlangen, kleine Nagetiere (wie junge Hamster sowie Pfeifhasen), stehen auf ihrem Speiseplan. Diese Tiere werden selbst erlegt oder als Aas verzehrt.
Des Weiteren ernährt er sich von Vogeleiern und pflanzlicher Nahrung, wie Hagebutte oder den Früchten der Zwergmispeln.

### Feinde
Natürliche Feinde sind Wölfe, Dachse, Rotfüchse, Steppenfüchse (Korsaks), Steppeniltisse, Uhus, Adlerbussarde und Savannenadler.

## Verbreitung

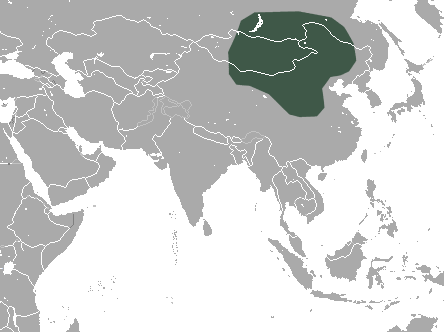
Verbreitungsgebiet

Der Daurische Igel kommt in der östlichen Mongolei einschließlich der Wüste Gobi, im nordöstlichen China (einschließlich der Inneren Mongolei und westlichen Mandschurei) und im südöstlichen Russland (Region Primorje, Süd- und Zentraltransbaikalien sowie den Oblasten Amur und Tschita) vor.

## Bestand
Mitte der 1960er Jahre erfuhr die Population der Daurischen Igel durch intensiven Pestizideinsatz in Russland einen starken Rückgang. Seit dieser Zeit scheint sich die Population erholt zu haben, wenngleich sie nicht ihre alte Größe erreicht. Der Daurische Igel scheint sich nun in den nördlicheren Regionen weiter auszubreiten. In Südosttransbaikalien wird die Zahl der Igel auf etwa 550.000 bis 650.000 Tiere geschätzt. 
Auf Grund der geringen Bevölkerungsdichte in den entsprechenden Gebieten, ist der Bestand der Art in den meisten Regionen unklar.
Er befindet sich auf der Roten Liste der IUCN  mit dem Status Least Concern, sowie im Roten Buch (Красная книга) der Russischen Föderation, als gefährdete geschützte Art mit ungewissem Status.

## Systematik
Die Daurischen Igel gehören zur Unterfamilie der Stacheligel (Erinaceinae) und innerhalb dieser zur Gattung Steppenigel (Mesechinus).
Er ist neben dem Hughs Igel (Mesechinus hughi), die einzige bekannte Art dieser Gattung.
Die Systematik dieser Igel ist umstritten und man findet in unterschiedlichen Quellen verschiedene Namen.
Oft werden sie fälschlicherweise unter der Bezeichnung Hemiechinus dauuricus in die Gattung der Langohrigel eingeordnet. Auch die Zuordnung zu den Kleinohrigeln (Erinaceus dauuricus) ist häufig zu finden.